# نيك بروك
نيك بروك (بالإنجليزية: Nick Brooke)‏ هو ملحن أمريكي، ولد في 26 ديسمبر 1968.